# Spiralen (vals)
Spiralen, op. 209, är en vals av Johann Strauss den yngre. Den spelades första gången den 31 januari 1858 i Redouten-Saal Hofburg i Wien.

## Historia
Valsen komponerades till karnevalen 1858 och hade premiär vid järnvägsingenjörernas bal i Hofburg den 31 januari. Den togs mycket väl emot och lades också till repertoaren för militärband och mindre ensembler. Publiken var lika entusiastisk i Ryssland när Strauss framförde den där under sin konsertturné. Med tiden avtog dock verkets popularitet.

## Ziehrer gör valsen till sin
En dirigent vars karriär pendlade  mellan civilt och militärt liv var Carl Michael Ziehrer, en ivrig rival till bröderna Strauss och en framstående kompositör av dansmusik och operetter. 1908 utnämndes han till "Hovbalsmusikdirektär", en hederstitel skapad för Johann Strauss den äldre 1846 och därefter innehavd uteslutande av medlemmar av familjen Strauss. Ziehrer blev den siste att inneha titeln. 
Ziehrer var uppenbarligen inte obekant med Strauss vals Spiralen, då verket av och till förekom i hans konsertprogram. Men valsen försvann abrupt från Ziehrers repertoar vid tiden då han komponerade sin största operettsuccé, Die Landstreicher, som hade premiär i Wien den 20 juni 1899. Bland de många slagnumren i operetten fanns en valssång i finalen till akt I: "Sei gepriesen, du lauschige Nacht". Helt naturligt fann melodin också sin väg till en orkestervals med titeln In lauschiger Nacht (op. 488), som Ziehrer framförde första gången den 12 oktober 1899. En jämförelse mellan Ziehrers valssång och inledningsmelodin (valstema 1A) till Strauss vals Spiralen lämnar inget tvivel om varifrån källan till Ziehrers melodi var. Strauss själv levde inte tillräckligt länge för att kunna höra likheten: han avled sjutton dagar före operettens premiär.

## Om valsen
Speltiden är ca 10 minuter och 56 sekunder plus minus några sekunder beroende på dirigentens musikaliska tolkning.

## Weblänkar
- Spiralen i Naxos-utgåvan.